# Франш-Конте
Франш-Конте је бивши регион у Француској. Регион је чинио само 3% укупне територије Француске. Састојао од четири департмана, од којих је Територија Белфор најмањи у региону и у Француској (600 km²).

## Историја
Франш-Конте се као име службено појављује 1366. године. Ова територија је била под Војводством Бургундија од 888. године, а од 1034. године је део Светог римског царства.
Регион је постао део Француске 1477. године. Од 1556. регион је потпао под шпанску власт, а Французи га поново заузимају 1668. године. Потом је мировним уговором регион мирним путем поновно враћен Шпанији, да би поновно, након окупације Француза 1647. године, следећим мировним уговором 1678. године био враћен Француској. 

## Администрација
Од локалних избора 2004. године, у региону је на власти левичарска коалиција странака.

## Географија
Покрајина на истоку дели границу са Швајцарском. Унутар државе граничи са француским покрајинама: Алзас, Шампања-Ардени, Бургундија, Рона-Алпи.

## Економија
Главна делатност је пољопривреда.

## Становништво
У протеклом веку, драстично се смањио број становника у овом региону. Будући да је регион већином пољопривредно оријентисан, велики број младог становништва се одселио у урбанизованије средине.
Регион се састоји од великог броја села, од којих ретко које има више од 500 становника. У региону постоје две урбанизоване средине - град Безансон и североисточни део региона (Белфор, Монбелијар, Ерикур, Дел).

## Језик
Уз француски, мањи дио становништва говори и регионалне дијалекте.